# فابیان فورته
فابیان فورته (انگلیسی: Fabian Forte؛ زادهٔ ۶ فوریهٔ ۱۹۴۲) یک خواننده اهل ایالات متحده آمریکا است.
از فیلم‌های او می‌توان به دکتر گلدفوت و دختران آتشپاره اشاره کرد.